# Selvaggi ragazzi di strada
Selvaggi ragazzi di strada è un road movie del 1933, diretto da William A. Wellman ed interpretato da Frankie Darro, Edwin Philips e Dorothy Coonan, che narra la storia di due giovani ragazzi costretti, viste le difficili condizioni economiche degli Stati Uniti durante la grande depressione, a diventare dei viaggiatori vagabondi per non pesare sulle spalle dei genitori disoccupati, tentando di raggiungere, come meta finale, la città di New York. La sceneggiatura del film si basa sul romanzo Desperate Youth, scritto da Daniel Ahern.
Nel 2013 il film è stato scelto dalla National Film Preservation Board per l'inserimento nel National Film Registry al fine di preservarlo e conservarlo presso la Biblioteca del Congresso, essendo "culturalmente, storicamente o esteticamente significativo" nella storia cinematografica degli Stati Uniti d'America. In Italia è stato trasmesso direttamente su Rai 3 il 27 aprile 2015, nel programma Fuori orario. Cose (mai) viste, in inglese sottotitolato.

## Trama
Tommy Gordon, giovane studente, è desideroso di abbandonare la scuola per trovare un lavoro e poter così dare supporto alla famiglia che versa in difficili condizioni economiche a seguito delle drammatiche conseguenze della crisi economica del '29. Ne parla all'amico Eddie Smith, il quale chiede al proprio padre di trovare lavoro per lui, scoprendo tuttavia che suo padre ha da poco perso il lavoro. Eddie vende la sua macchina per racimolare soldi e favorire la situazione familiare ma quando le tasse superano la capacità economica della famiglia ai problemi si aggiunge anche un possibile sfratto. I due ragazzi decidono così di non voler essere un peso per i genitori e, per fare in modo di non gravare su di essi, lasciano le loro case e partono per un avventuroso viaggio, alla ricerca di un lavoro, alla volta di New York.
Salgono su un treno merci in modo illecito ma qui conoscono Sally, un'adolescente che viaggia clandestinamente per raggiungere una zia a Chicago, sperando possa tenerla a casa con sé per qualche tempo. Nel frattempo molti altri ragazzi saltano o si aggrappano sul treno, partendo alla ricerca di un lavoro per migliorare la propria vita. Una volta arrivati a Chicago trovano la polizia ad attenderli. Molti sono destinati alla prigione per aver viaggiato su un treno merci in modo clandestino ma Sally, presentando la lettera della zia Carrie all'ufficiale di polizia che decide le sorti di tutti quei ragazzi, riesce ad essere convincente e, ingannandolo dicendo che Eddie e Tommy sono entrambi suoi cugini, riesce a farla franca, forse anche grazie alla generosità e alla comprensione del poliziotto. I tre, affamati, giungono così dalla zia Carrie, che li accoglie calorosamente e prepara loro subito del cibo, ma prima che possano mangiare la polizia effettua un'incursione nell'abitazione della donna e i ragazzi fuggono. Precipitosamente riprendono il loro lungo viaggio verso est, sempre in treno e sempre con altri speranzosi adolescenti.
Durante il viaggio, vicino a Cleveland, una ragazza rimasta da sola in un vagone viene stuprata da un frenatore del treno. Il gruppo, una volta aver scoperto l'accadimento, provocando il frenatore a scendere nel vagone, lo assale picchiandolo e causandone la caduta dal treno. L'uomo muore nel veloce impatto ed il gruppo, per evitare guai con la giustizia ed essere di nuovo scoperti, scende una volta essere arrivato a Cleveland. Durante la frettolosa discesa dal treno Tommy sbatte la testa su un interruttore e cade sui binari dove sta per arrivare un treno in transito. Mentre striscia disperatamente verso la salvezza un piede gli rimane incastrato nel binario e il treno gli stritola una gamba. I ragazzi corrono immediatamente da un medico, il dottor Heckel, pregandolo di operare Tommy senza però ricoverarlo in ospedale affinché non fosse attirata troppa attenzione su quella piccola comunità. L'uomo bonariamente accetta ed opera il ragazzo amputandogli l'arto. Per un po' di tempo il gruppo vive nella "Sewer Pipe City", stanziandosi, ma le autorità vengono presto a sgomberare il posto anche a seguito della denuncia di un furto di una gamba protesica da un negozio di articoli sanitari. Eddie aveva infatti rubato la protesi per poter permettere a Tommy di camminare nuovamente.
Finalmente i tre ragazzi arrivano alla meta finale del loro viaggio: New York. Si stabiliscono nella discarica municipale. Eddie riesce a trovare un lavoro ma per lavorare ha bisogno di essere vestito in un certo modo. Per questo necessita di una giacca del costo di tre dollari e l'unico mezzo per ottenere il denaro è l'elemosina. Quando due uomini intercettano il giovane lo avvicinano e gli propongono di portare un foglio alla bigliettaia di un cinema dall'altro capo della strada per il guadagno di cinque dollari. Il ragazzo, entusiasta, si precipita dalla donna e le consegna il biglietto. Quando la donna lo apre scopre che si tratta di un monito a non urlare e prendere il denaro dalla cassa per consegnarlo al ragazzo. Eddie viene così ingannato ed è arrestato da due poliziotti.
Di fronte al giudice del processo, Eddie ha un breve sfogo nel quale esprime al magistrato tutta la sofferenza che lui e molti altri americani vivono quotidianamente senza avere la possibilità di lavorare, finendo per ritrovarsi miseri o piccoli delinquenti. Il giudice White è colpito e provato da quel discorso e propone ai ragazzi di far cadere tutte le accuse contro di loro purché promettano che una volta aver guadagnato abbastanza denaro dal lavoro che gli avrebbe procurato, fossero tornati a casa dalle famiglie.